# Patmos
Ne doit pas être confondu avec Patmos (Arkansas).
Patmos (grec moderne : Πάτμος) est une île grecque de petite taille (34,5 km2) qui fait partie de l'archipel du Dodécanèse, dans la mer Égée. La principale localité de l'île est Skala, qui est aussi son port.  
L'île est connue pour être le lieu où Jean de Patmos a reçu la vision qu'il relate dans l'Apocalypse (le texte qui clôt la Bible chrétienne) et où il aurait également écrit son évangile. Le monastère Saint-Jean-le-Théologien — appellation en grec de l'apôtre Jean — et la grotte de l'Apocalypse sont deux sites importants de pèlerinage pour les chrétiens.
Le tourisme est devenu une activité essentielle pour l'économie de l'île.

## Géographie
L'île de Patmos est à environ 13 km à l'ouest des îles de Lipsi, à 20 km au nord-ouest de Léros et à 14 km au sud-ouest d'Arki. Cette dernière île appartient à la municipalité de Patmos.

## Formation de l'île

### Tectonique

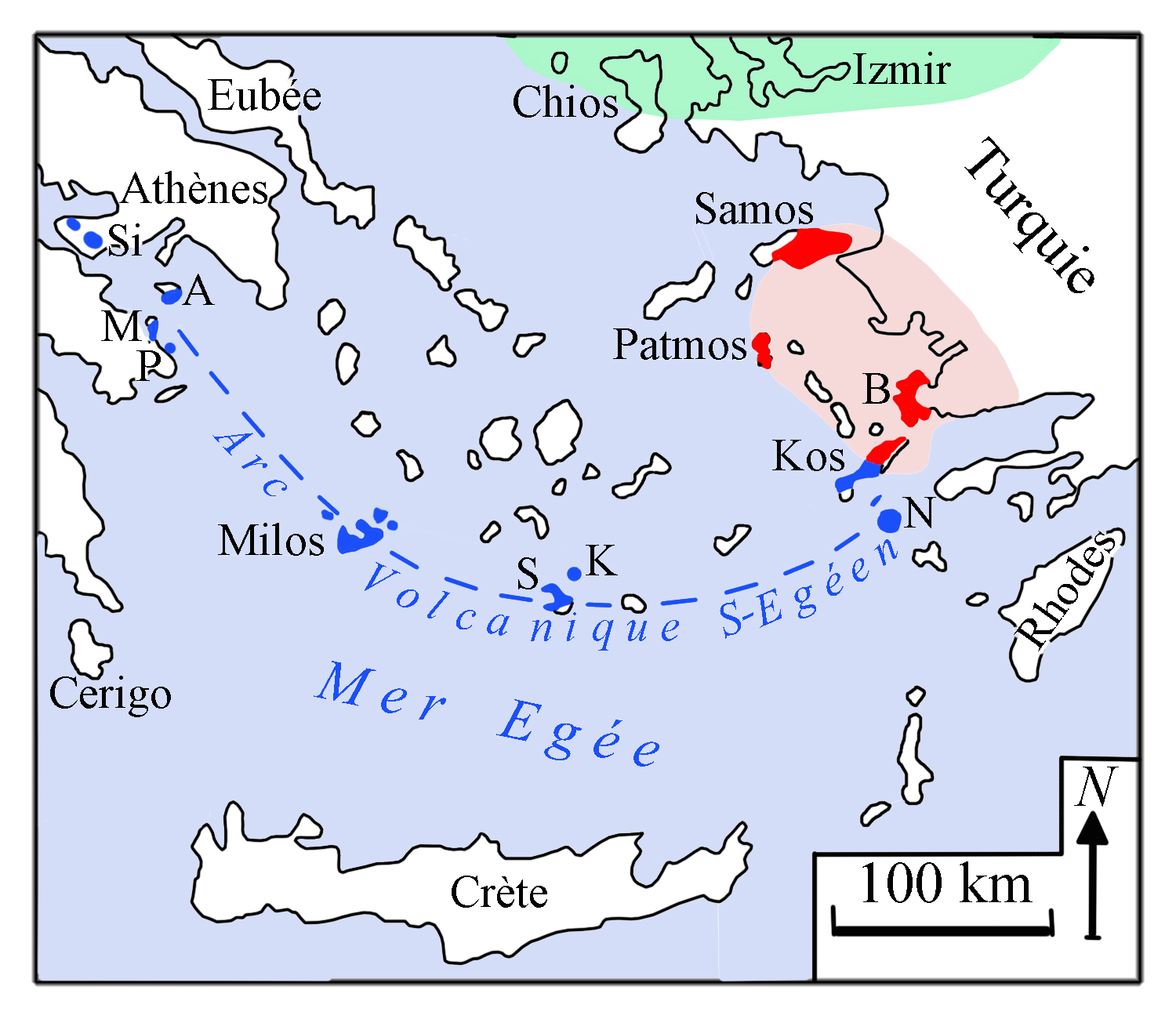
F: Faille sud du fossé d'effondrement de Patmos : à gauche les marbres du socle de l'île, à droite les trachytes quartzifères ; Φ = phonolites.

Avec Samos, la partie orientale de l'île de Kos et la presqu'île d'Halicarnasse en Turquie, Patmos appartient à la « province volcanique du Dodécanèse » active de la fin du Miocène au  Pliocène (âges compris entre 7 et 3,7 Ma),. L'activité volcanique intense de cette région est liée à la subduction de la plaque africaine sous la plaque euro-asiatique depuis soixante millions d'années, et aux mouvements connexes de la microplaque anatolienne par rapport à la microplaque égéenne,.

### Géologie

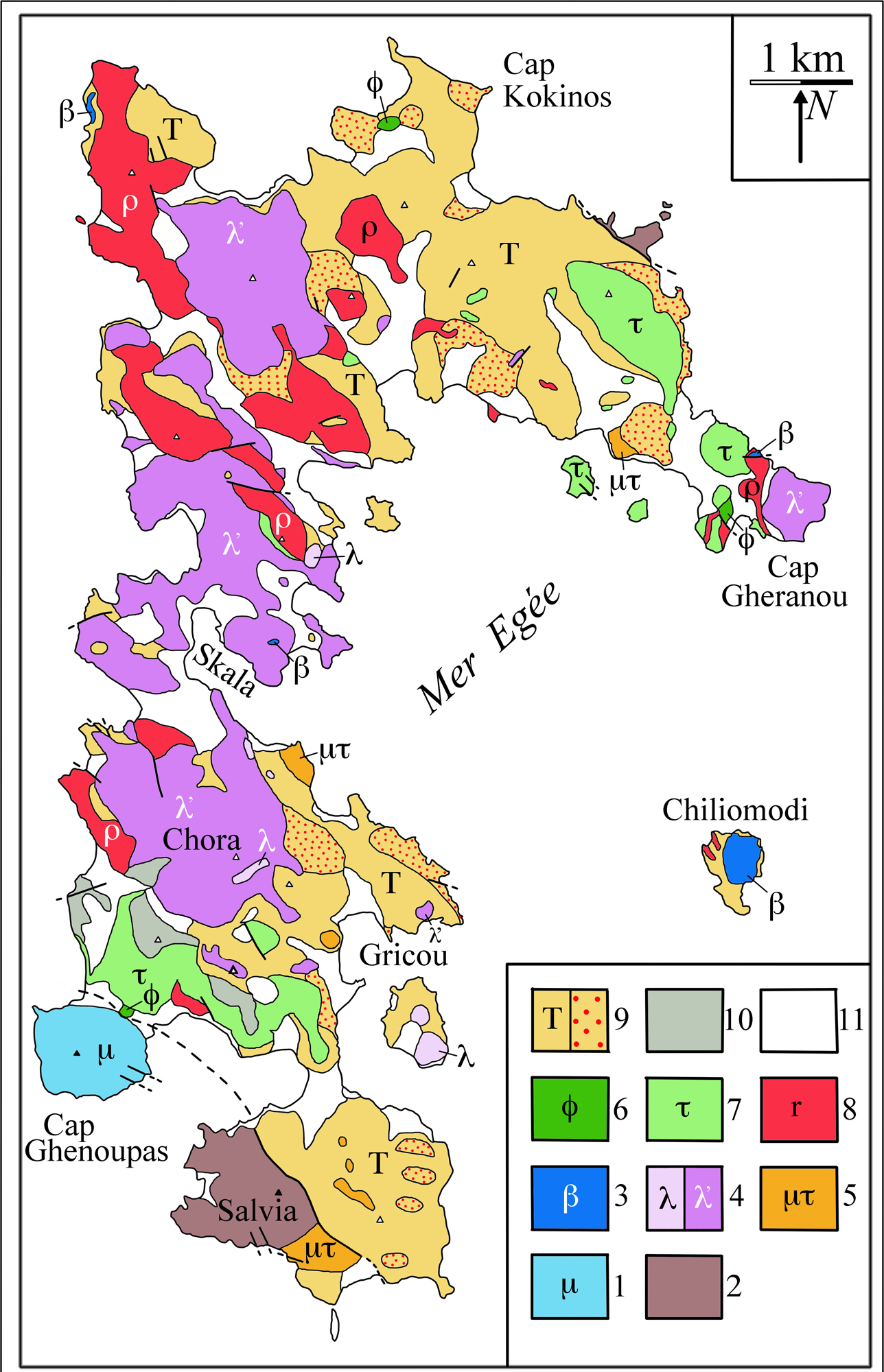
Carte lithologique de l'île de Patmos, modifiée d'après U. Robert-Paffenberger. 1. marbres; 2. laves anciennes; 3. basalte; 4. latites (l) et latites quartzifères (l'); 5. trachytes microgrenus; 6. phonolites et trachytes alcalins; 7. trachytes quartzifères; 8. rhyolites; 9. téphras et pyroclastites bréchiques (pointillé rouge); 10. roches silicifiées; 11. plages, alluvions, formations de pente et zones urbanisées.

Les roches volcaniques de Patmos, accumulées pendant près de 4 millions d'années, occupent un fossé d'effondrement limité par deux failles principales orientées NO-SE. Au sud du fossé, le socle est constitué de marbres (probablement des calcaires mésozoïques métamorphisés à l'Eocène) et de schistes. Une série volcanique ancienne comporte des trachytes, des rhyolites et des filons basaltiques. 
Depuis la fin de l'activité magmatique il y a 3,7 millions d'années, l'érosion a remodelé l'île et les anciens volcans ne sont plus identifiables, à part un cratère d'explosion situé à l'est de Grikou, signalé par la présence de bombes volcaniques basaltiques. Les coulées de lave, généralement peu épaisses, peuvent être séparées par des couches de scories. L'île présente aussi des faciès microgrenus trachytiques, recoupés par des filons (μτ sur la carte). Les laves sont essentiellement des rhyolites(ρ), des trachytes et trachytes quartzifères (τ), des latites (λ ou hy) et des latites quartziques (λ', contenant de la tridymite), accompagnés de petits volumes de basaltes(β) et de phonolites(φ). Les pyroclastites (Τ) sont très abondantes, spécialement à l'est de l'île; elles n'ont pas été décrites en détail. Les plus fines peuvent représenter des dépôts d'éruptions pliniennes.
Les téphras étant mises à part, une assez grande diversité de laves occupent à Patmos une surface de moins de 20 km2. Les trachyandésites, les trachytes quartziques et les rhyolites représentent l'essentiel du volume, tandis que basaltes, trachybasaltes et phonolites n'occupent qu'une place très limitée,.

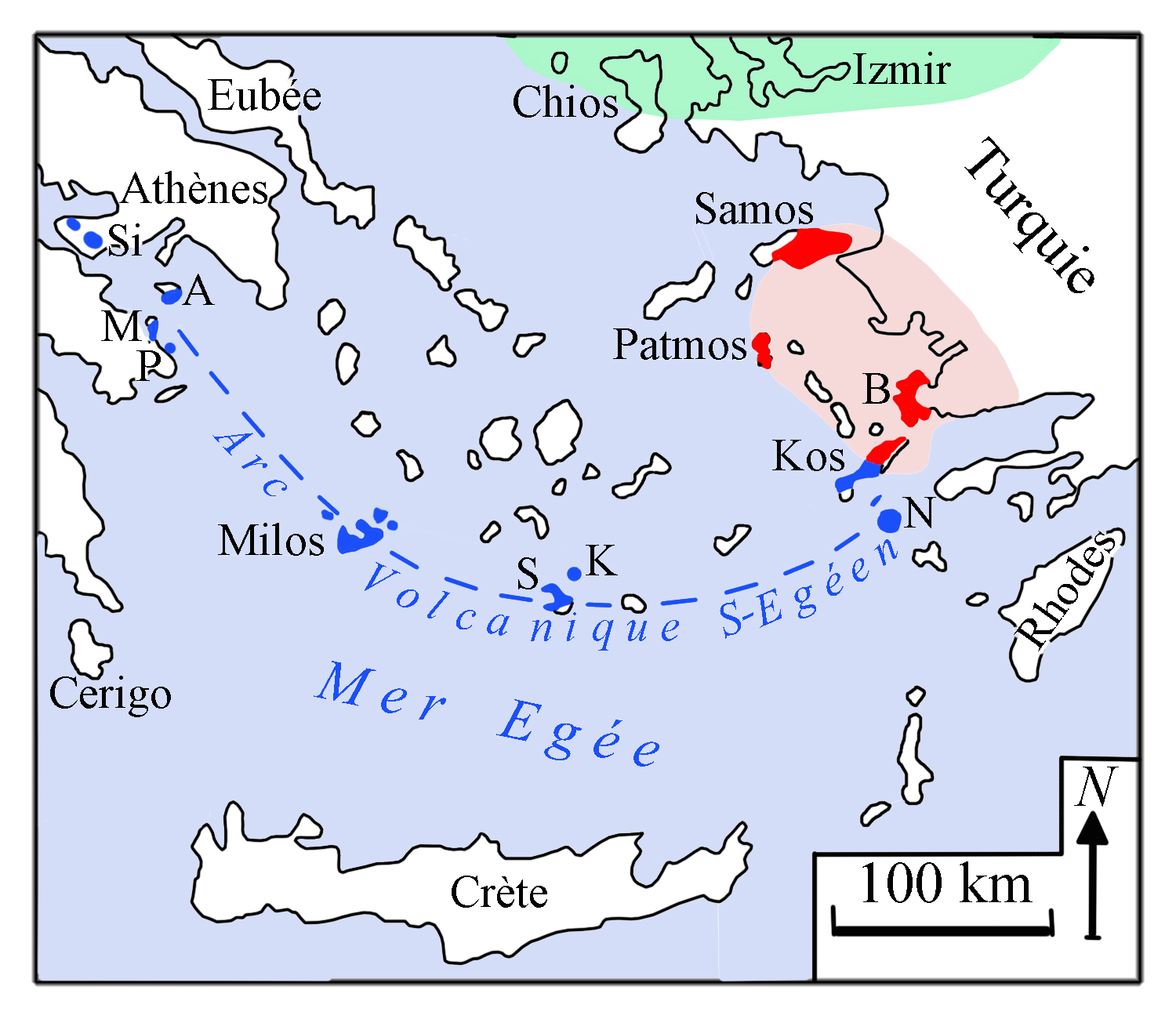
Le volcanisme de la mer Égée. En bleu : Arc volcanique sud-égéen; Si : Sousaki; A : Aegina; M : Methana; P : Poros; S : Santorin; K : Kolumbo; N : Nisyros. En rouge : province du Dodécanèse; B : Bodrum. En vert : province nord-égéenne.

## Naissance légendaire de l'île
Selon la mythologie grecque, le nom original de l'île était Letoïs, d'après la déesse chasseresse Artémis, fille de Léto, qui l'aurait fait surgir du fond de la mer : un temple d'Artemis s'élevait, dans l'Antiquité, sur le mont Latmos. La légende précise que c'est la déesse de la lune Séléné qui aurait illuminé le fond de la mer, révélant à Artémis les roches dont elle forma l'île, avec l'aide de son frère Apollon et la bénédiction de Zeus. 

## Histoire

### Vue générale

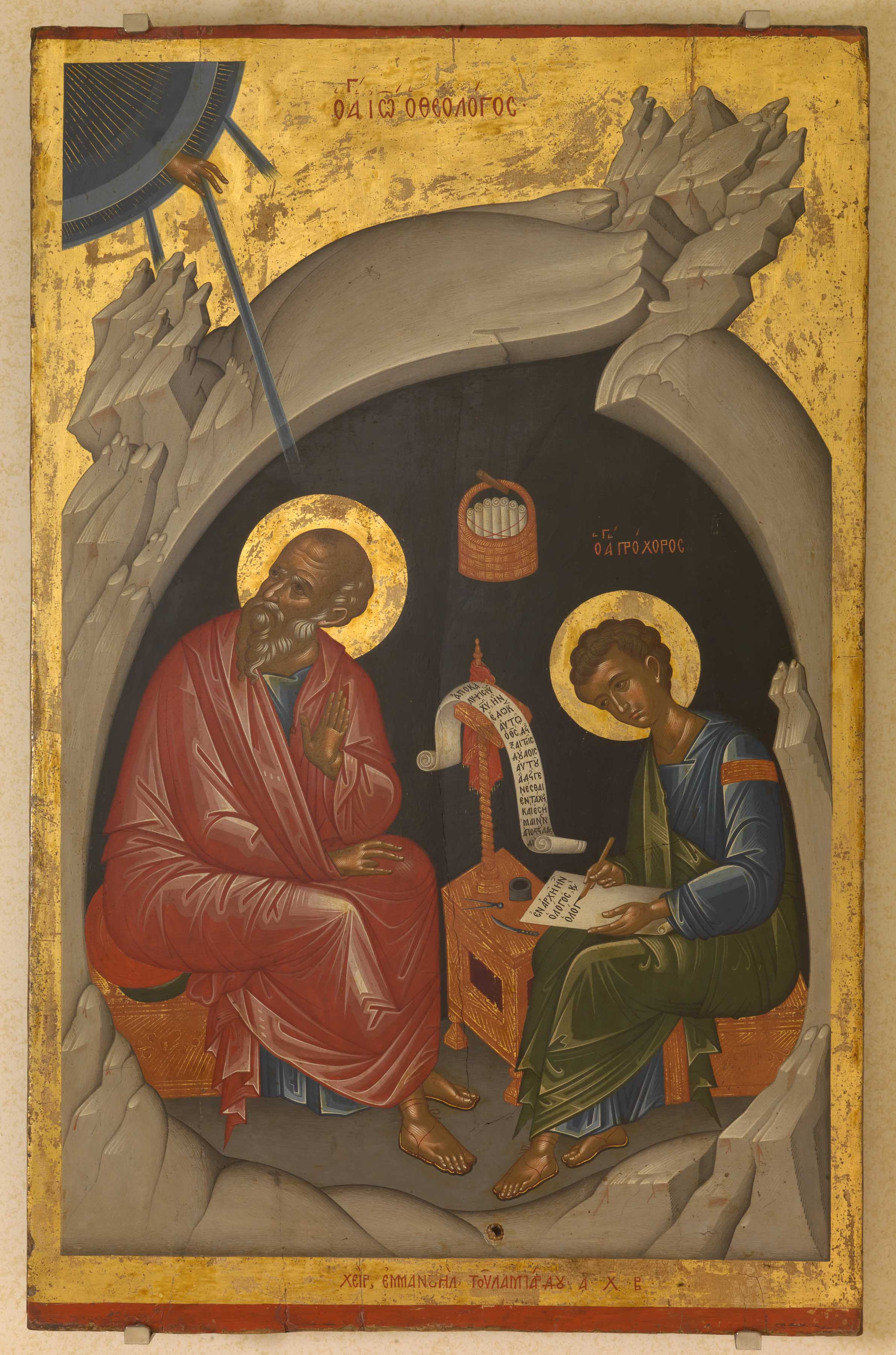
Jean dictant à Prochore le début de son évangile, dans la Grotte de l'Apocalypse. Icône de E. Lambardos, 1602.

Après les Lélèges d'origine anatolienne, les premiers Grecs seraient arrivés à l'époque mycénienne, puis Patmos fut peuplée par les Ioniens. Après la longue période helléno-romano-byzantine (près de deux millénaires) l'île échappe à l'occupation par les Latins à la suite de la quatrième croisade et reste byzantine. Tout en conservant son autonomie, elle passe sous la protection de la république de Venise à partir du début du XIVe siècle avant d'être conquise par l'Empire ottoman en 1537. L'occupation turque dure jusqu'en 1911. L'Italie occupe l'île en 1911, laissant la place à l'occupation nazie en novembre 1943. Les Britanniques prennent le contrôle de l'île en mai 1945, avant son rattachement à la Grèce en 1948.

### Jean l'évangéliste
Durant l'Antiquité, les Romains utilisent Patmos comme lieu de déportation : c'est ainsi, selon la tradition, que l'apôtre Jean aurait été envoyé en exil sur cette île en 95 par l'empereur Domitien. Là il y aurait reçu de Dieu une révélation (grec ancien: Άποκάλιψις / Apokalipsis), terme qui donnera son titre au livre de l'Apocalypse. Le texte mentionne d'ailleurs la présence de Jean sur l'île : « Moi, Jean, (...) je me trouvais dans l'île de Patmos, à cause de la Parole de Dieu et du témoignage de Jésus ». Il  y aurait vécu dans une grotte, transformée plus tard en chapelle.

### Fondation du monastère de Jean le Théologien

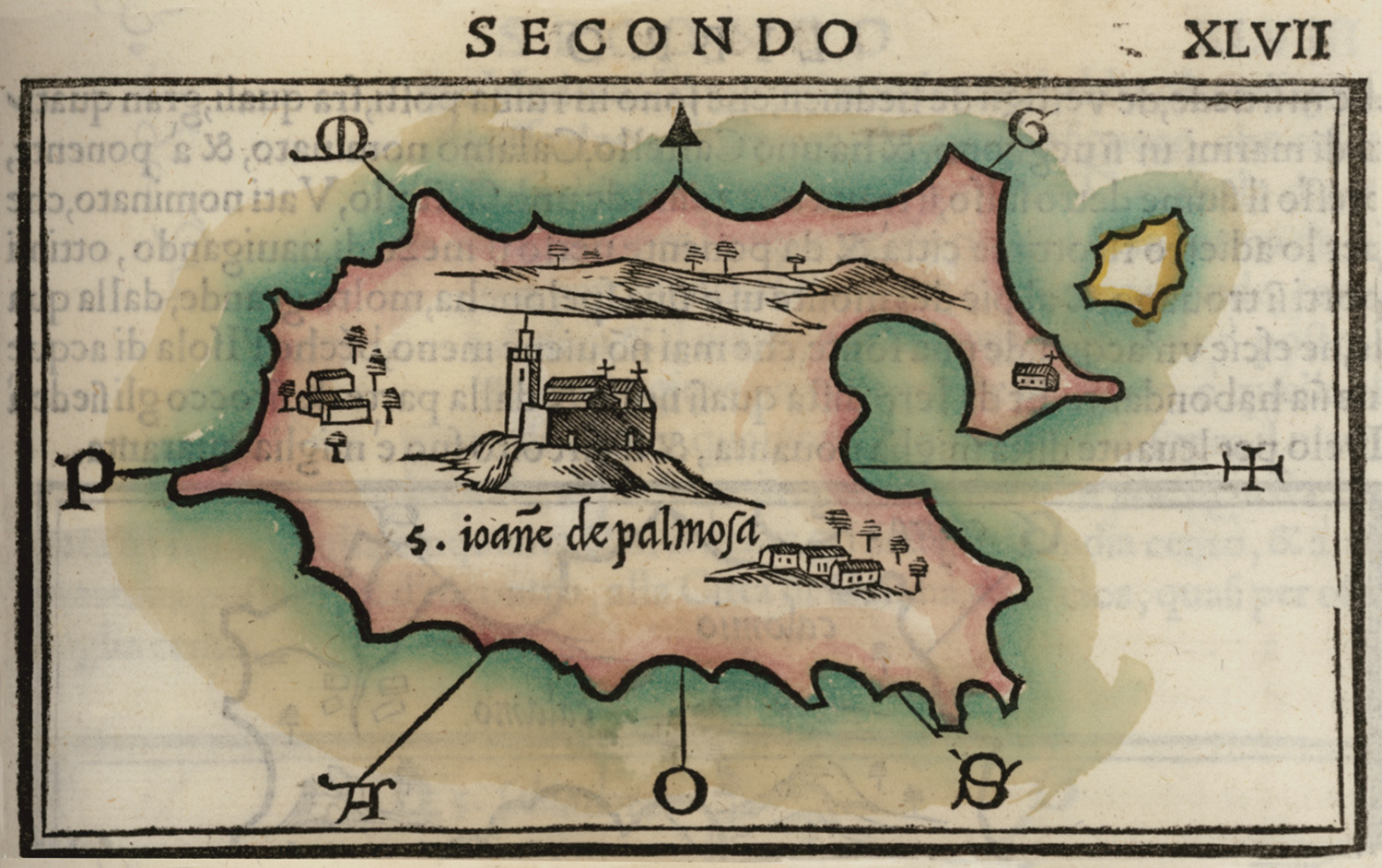
Carte de Patmos. Dans Benedetto Bordone, Isolario, ouvrage sur les îles du monde, publié en 1528 à Venise (ici, dans une édition de 1547).

Se basant sur cette tradition, en 1088, Christodoulos de Patmos fait construire avec l'argent de l'empereur byzantin Alexis Ier Comnène le monastère de Saint-Jean-le-Théologien, probablement sur l'emplacement du temple d'Artémis. Les documents montrent que à cette époque, à la suite des raids maritimes arabes, l'île était très faiblement peuplée. Cependant, le monastère se développe rapidement, au point que les revenus de ses productions agricoles lui permettent de constituer une importante bibliothèque (qui reste très difficile d'accès aux profanes) ; en 1138 les habitants de l'île sont autorisés à s'installer autour du mur d'enceinte du monastère : c'est ainsi qu'est créé le village de Patmos (Chora).

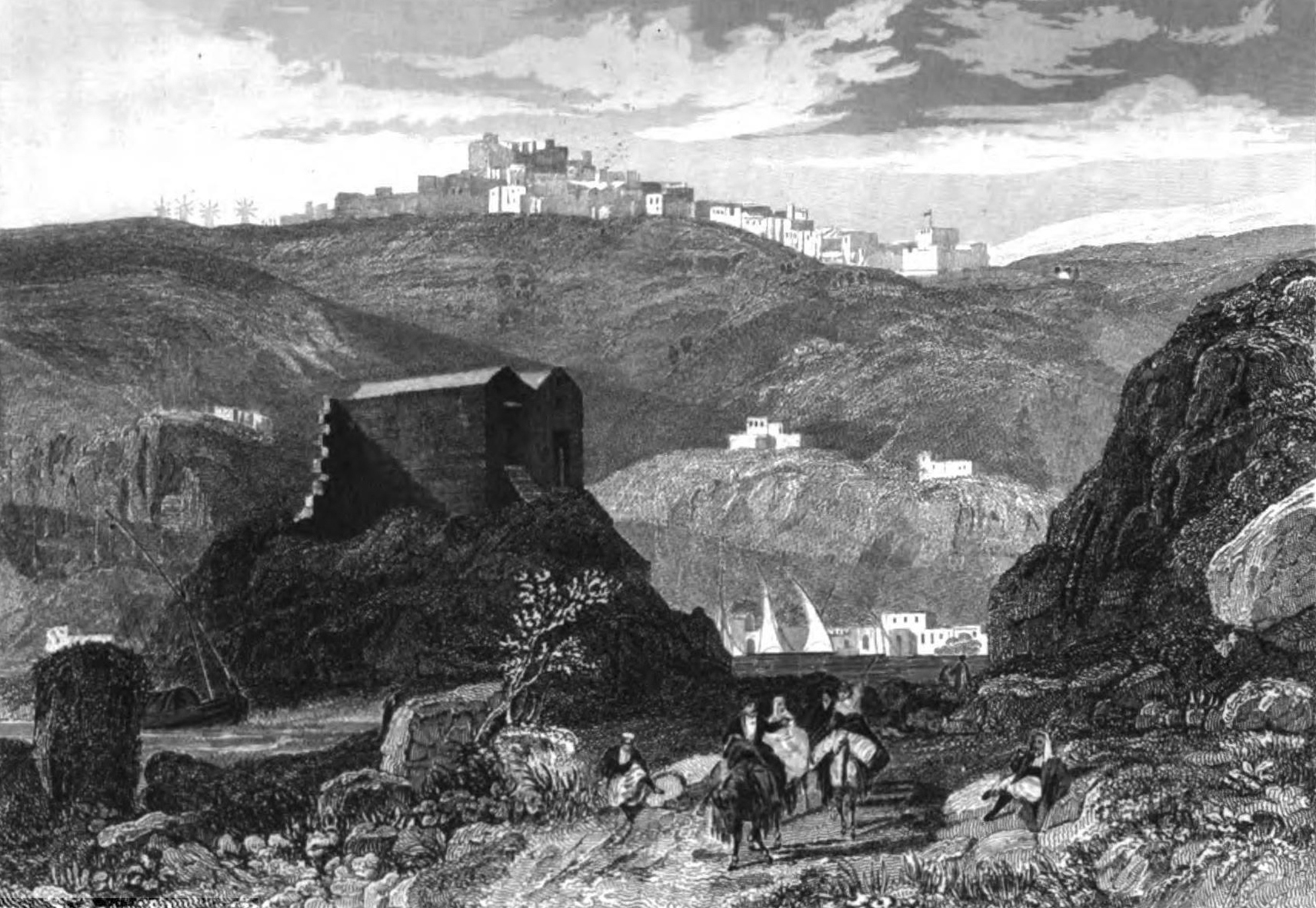
Augustin Aubert (?), Patmos in Adrien Egron, La Terre-Sainte et les lieux illustrés par les apôtres, Paris, Audot, 1837.

## Économie

### Tourisme

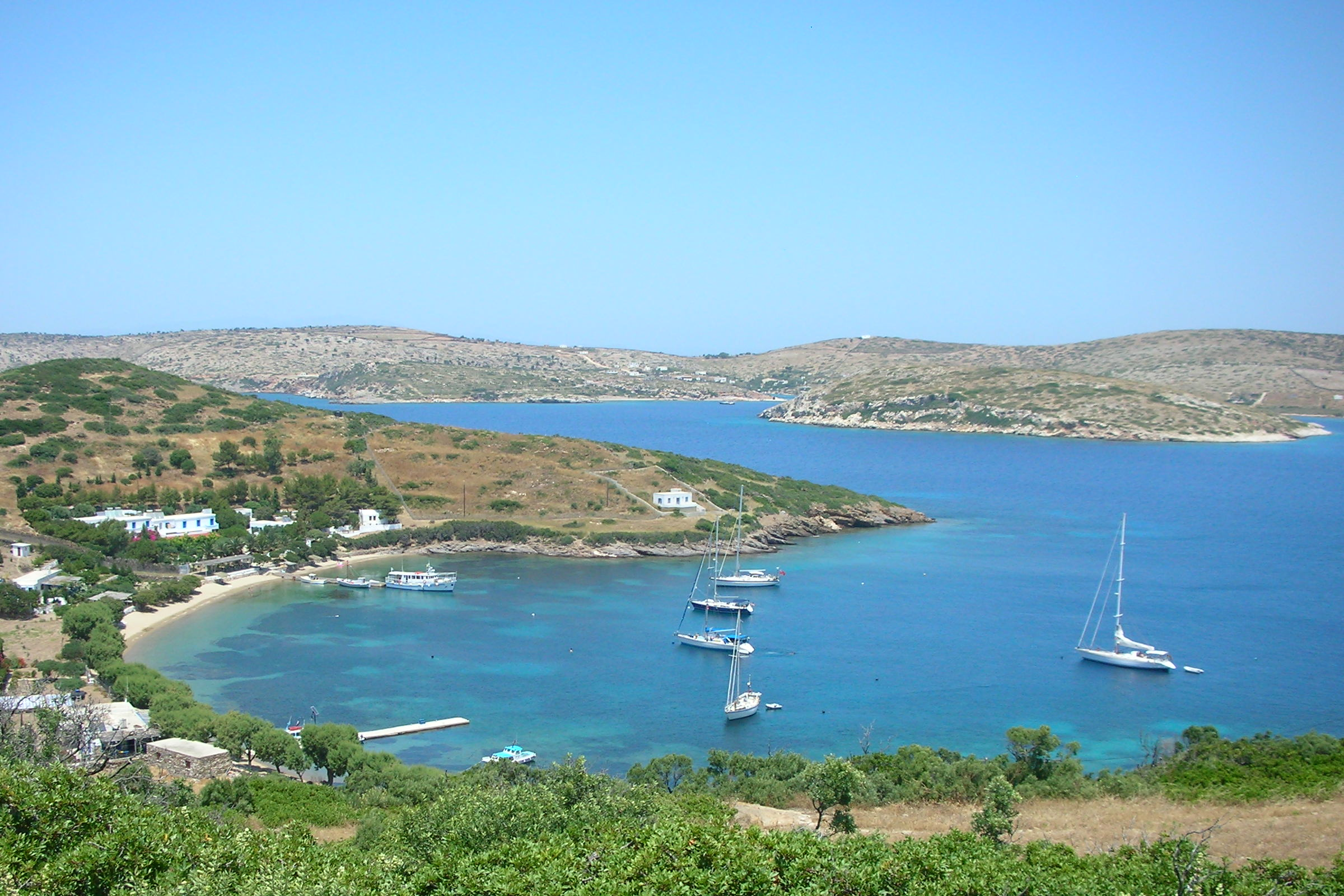
Une des baies et plages de Patmos.

L'essentiel de l'économie de l'île se base sur le tourisme, mais un tourisme maîtrisé, plutôt culturel, voire religieux, Patmos étant considéré comme un haut lieu de la Chrétienté du fait de la présence du monastère, et de la grotte de l'Apocalypse. Par ailleurs, la clientèle touristique appartient plutôt à des catégories moins jeunes mais plus favorisées financièrement. Le tourisme balnéaire est cependant peu développé à Patmos. 
L'île a été régulièrement fréquentée par plusieurs écrivains et intellectuels, parmi lesquels on trouve Bruce Chatwin et Lawrence Durrell, aux côtés d'Emmanuel Carrère, Michel Déon (qui a consacré un livre à l'île), Jacques Lacarrière ou encore Jean-Pierre Vernant, ou encore des stars comme Mick Jagger et Julia Roberts. 

### Viticulture

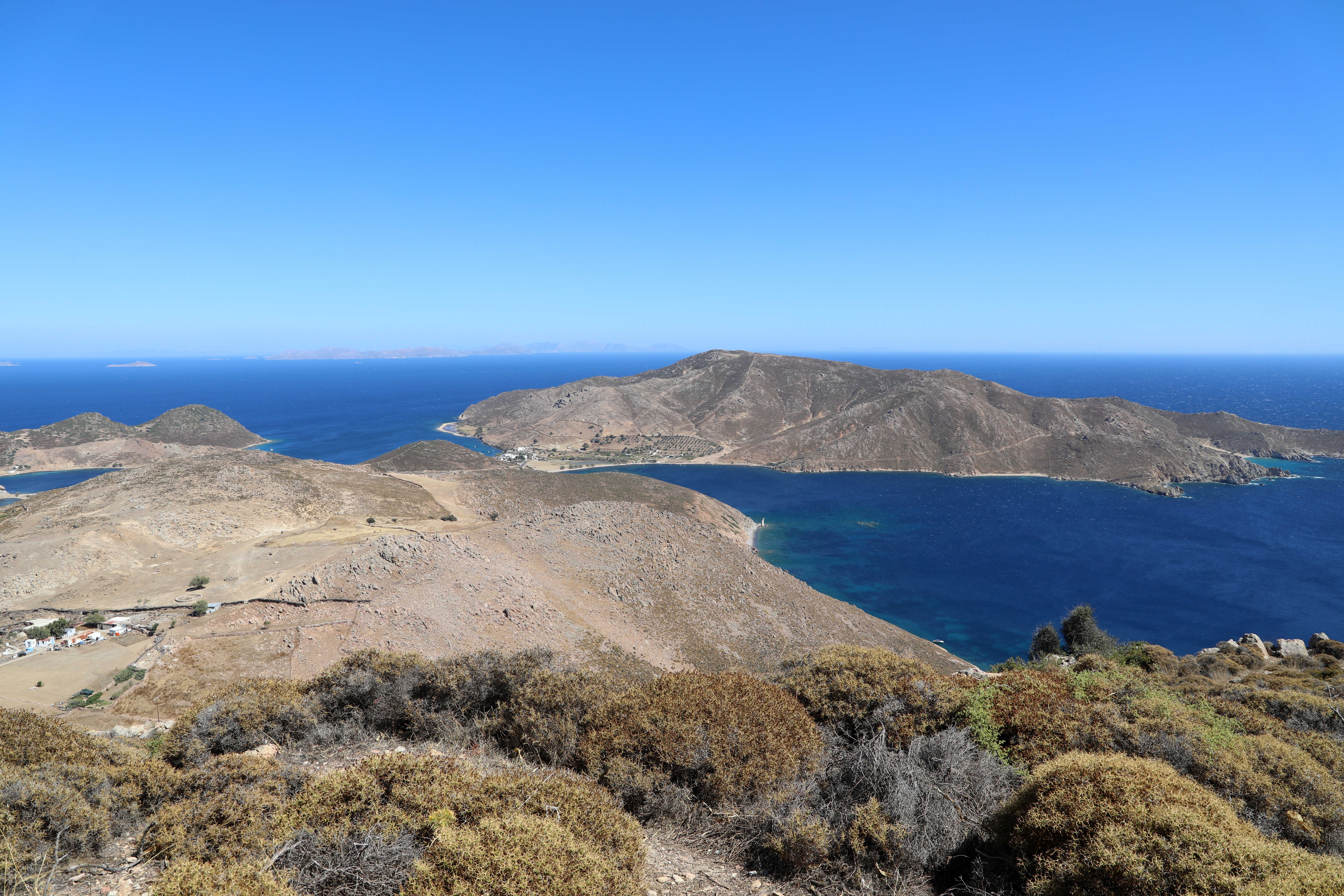
Vue depuis l'église Profitis Ilias, en direction de Psili Amos.

Patmos était autrefois une île viticole : quelques parcelles subsistent encore pour la consommation privée. Les documents fiscaux de l'île indiquaient, il y a encore cent ans, une production viticole importante, notamment à destination des chrétiens d'Égypte. Les pressoirs à vin, dans lequel on faisait le moût, se trouvaient dans les maisons des agriculteurs. Actuellement, on peut clairement déterminer les zones autrefois cultivées, simplement par l’observation des anciennes restanques aujourd’hui en friche. 
Depuis 2011, un domaine viticole en biodynamie et une cave ont été aménagés, signifiant le retour de Patmos sur la scène viticole grecque. De nombreux étrangers (Italiens, Français, Anglais, Belges,…) ont acheté ou racheté des habitations et cela concourt à une vie plus internationale que dans d'autres îles voisines.

## Environnement
Comme d'autres îles du Dodécanèse, Patmos n'est plus autosuffisante en eau, surtout durant l'été à cause du tourisme (la population — environ 3 000 habitants — quadruple durant le mois d'août). Une usine de dessalement d'eau de mer fonctionne depuis quelques années et rend l'île autonome de ce point de vue. Le traitement et le recyclage des déchets sont à l'état embryonnaire et une décharge à ciel ouvert s'ouvre sur la côte nord-ouest de l'île.

## Culture
En 1981, Patmos a reçu du Parlement grec le titre d'« île sacrée ». Elle porte aussi le surnom de « Jérusalem de la mer Égée ».

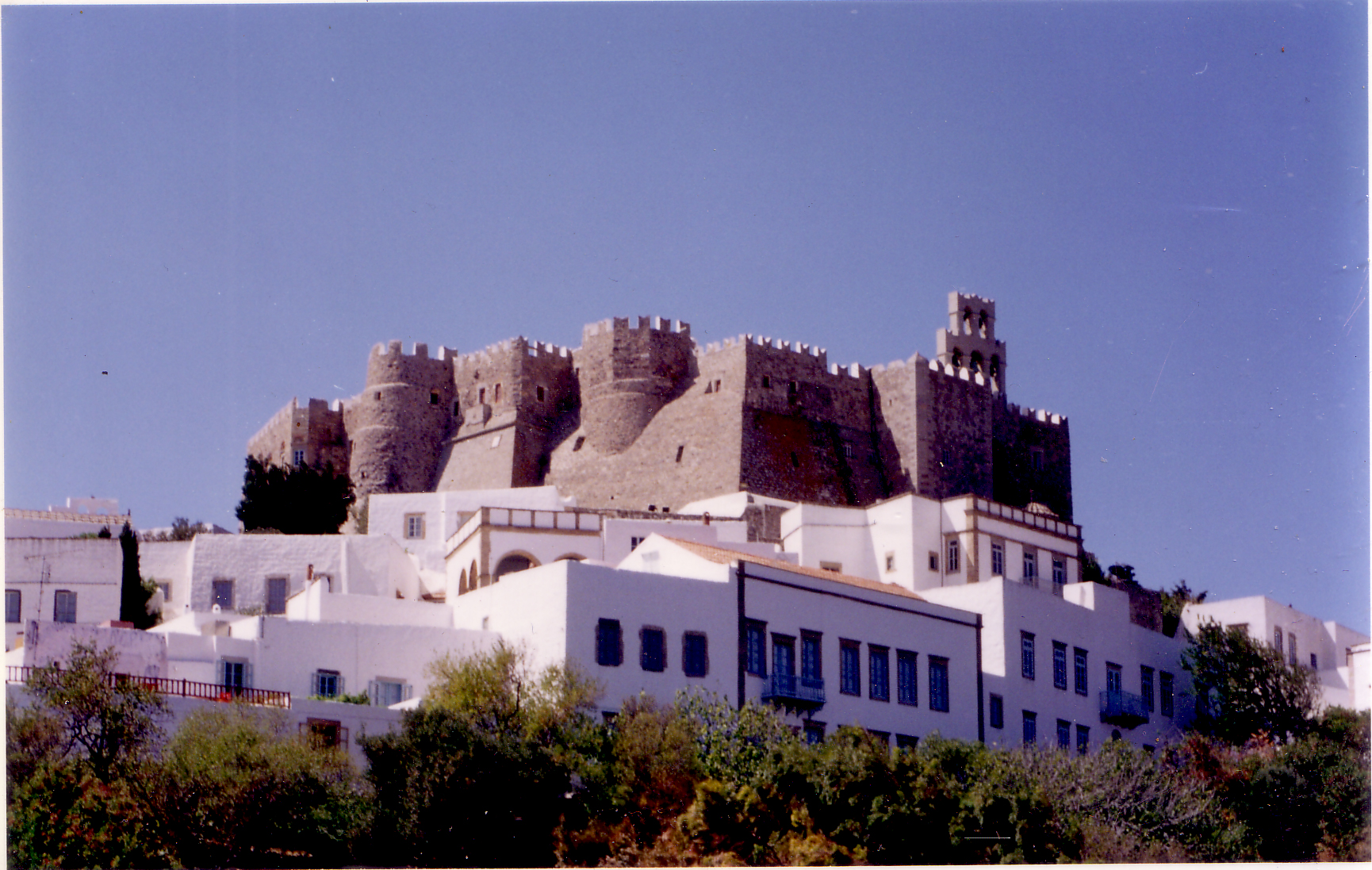
Le monastère de Saint Jean le Théologien, au sommet du village de Chora.

L'île compte différents monuments. Les deux plus importants sont le monastère de Saint Jean le théologien (dans le village de Chora, qui domine Skala) fondé en 1088, et la grotte de l'Apocalypse, un peu en contrebas de Chora. Le puissant complexe monastique domine l'île et plus directement le village de Chora. Le monastère et la grotte ont été ajoutés en 1999 à la liste des monuments du patrimoine mondial de l'UNESCO. On trouve aussi à Chora deux couvents de moniales : le monastère Zoodochos Pigi (c'est-à-dire de [Marie] « Source de vie »), fondé en 1607 par le hiéromoine Parthenios Pankostas, qui fut un des abbés les plus actifs du monastère de Saint-Jean le Théologien, et le monastère de l'Annonciation (ou « Evangélismos ») fondé en 1937. 
Par ailleurs, le bourg même de Chora (grec moderne : Χώρα), accroché au sommet de la pente qui s'élève depuis Skala, a gardé son architecture des XVIe et XVIIe siècles et constitue un bel ensemble monumental avec ses maisons blanches (pour certaines de facture néo-classique, comme par exemple l'hôtel de ville) qui délimitent un lacis de venelles. Il y a également plusieurs autres bâtiments religieux. 
À Pâques, fidèles et pèlerins se pressent pour assister aux célébrations du Jeudi saint, où est rejouée la cérémonie de Niptiras (le lavement des pieds de ses disciples par le Christ, avant qu'il ne les réunisse pour la Cène) : l'higoumène du monastère de Jean le Théologien lave les pieds de douze moines.

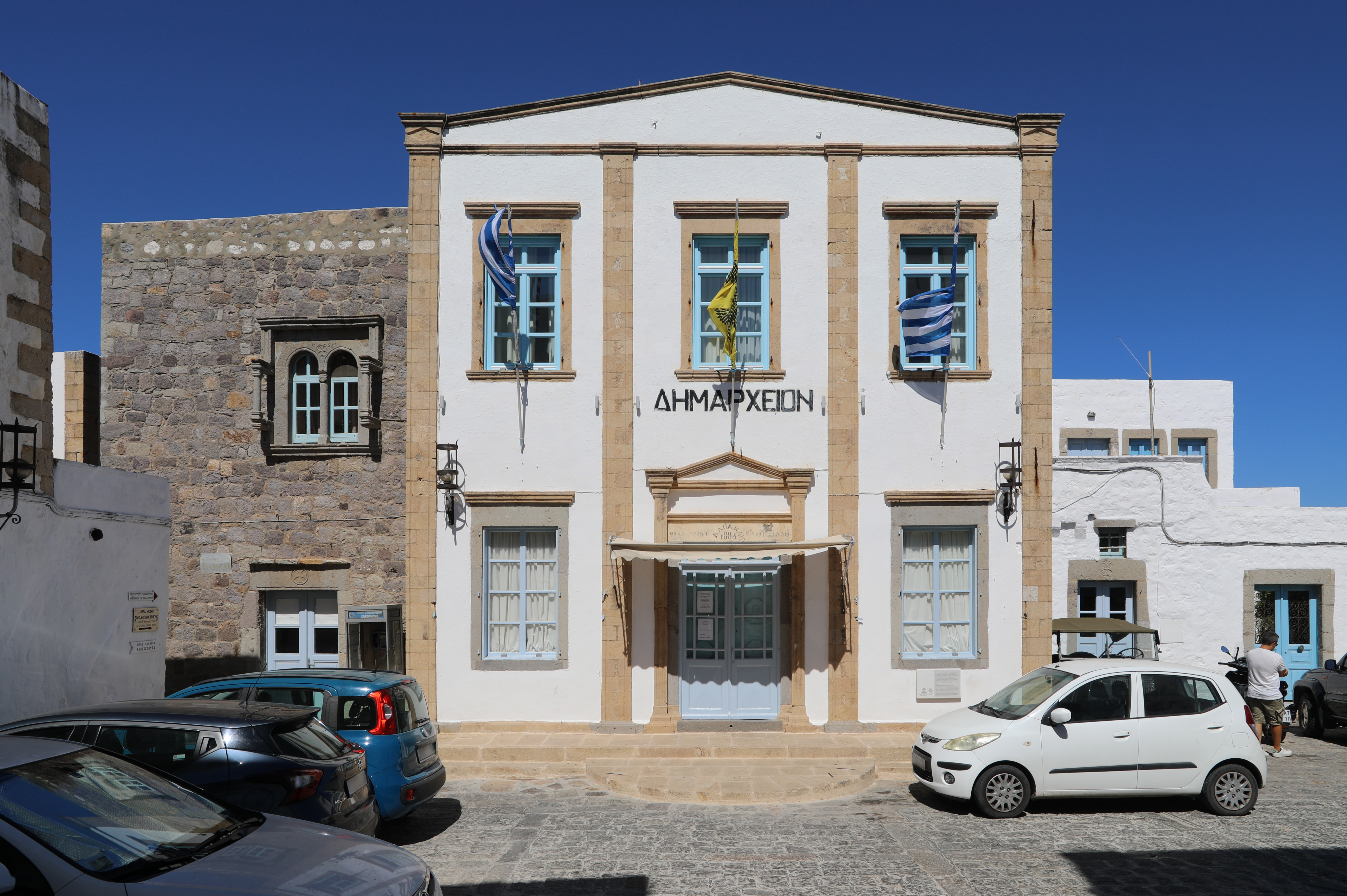
L'hôtel de ville de Chora.

### Festivals
Depuis 2010, Patmos organise au mois de juillet, l'été l'International Festival Film of Patmos (IFFP), renommé Festival international du film de la mer Égée en 2025,. Par ailleurs un Festival de musique sacrée (depuis 2001) et un Festival égéen du goût et de la tradition ont également été mis sur pied,.

### Films tournés sur l'île
- 1970 : Omorfes meres[25]
- 1998 : Agigma psyhis (série télévisée)
- 1999 : Three Windows
- 2001 : Der Verleger (téléfilm)
- 2004 : Ten Adventures of a Lifetime (série télévisée)
- 2005 : Opa!
- 2006 : Lax Readings (vidéo)

#### Études
- (fr + en) Maria Gerolymatou, « Vivre avec les pirates aux XIIe – XIIIe siècle. L'exemple de Patmos », dans Béatrice Caseau, Vivien Prigent, Alessio Sopracasa (Dir.), Mélanges Jean-Claude Cheynet, Paris, CNRS - Collège de France, 2017, 864 p. (ISBN 978-2-916-71663-3, lire en ligne), p. 257-265
- Guillaume Saint-Guillain, « L’Apocalypse et le sens des affaires. Les moines de Saint-Jean de Patmos, leurs activités économiques et leurs relations avec les Latins (XIIIe et XIVe siècles) », dans Damien Coulon et al. (Dir.), Chemins d'outre-mer. Études d'histoire sur la Méditerranée médiévale offertes à Michel Balard, Paris, Éditions de la Sorbonne, 2016 [2004], 857 p. (ISBN 978-2-859-44520-1, lire en ligne), p. 765-790
- Ignace Triandis (trad. du grec par Isabelle Tambrun-Kamaroudis, préf. de Jean-Claude Larchet), L’Ancien de Patmos Saint Amphiloque Makris (1889-1970), Paris, Éditions des Syrtes, 2019, 304 p. (ISBN 978-2-940-62816-2, présentation en ligne)

#### Patmos dans la littérature
- Jacqueline Délia, Magie de Patmos, Paris, Arléa, 2004, 75 p. (ISBN 978-2-869-59679-5)

- Michel Déon, Le Rendez-vous de Patmos, Paris, Gallimard, 1977 (réimpr. : Le rendez-vous de Patmos et autres pages grecques, Folio, 2023, 640 p.  (ISBN 978-2-073-01829-8)), 320 p. (ISBN 2-070-36969-2)
- Adrien Egron (ill. Gravures de différents artistes), La Terre-Sainte et les lieux illustrés par les apôtres, Paris, Audot, 1837, 248 p. (lire en ligne), « Patmos », p. 220-226
- Lorand Gaspar, Patmos et autres poèmes, Paris, Gallimard, coll. « Poésies/Gallimard », 2004, 228 p. (ISBN 978-2-070-31398-3)
- Lorand Gaspar (Textes et photographies), Carnet de Patmos, Paris, Le temps qu'il fait, 1998, 60 p. (ISBN 978-2-868-53134-6)

#### Viticulture et écologie
- Dorian Amar, Les arbres de Patmos. Plaidoyer pour une gestion de l'espace en agroforesterie : l'expérience d'un domaine viticole, Bruxelles, SAMSA, 2020, 82 p. (ISBN 978-2-875-93266-2)

- Dorian Amar, Les quatre saisons du domaine de l’Apocalypse. Notes et observations d’un domaine viticole cultivé en agroécologie, Chaintré, Œnoplurimédia, coll. « Avenir œnologie », 2021, 168 p. (ISBN 2-905-42846-5)